# Parc provincial Chiniguchi Waterway
Le Parc provincial Chiniguchi Waterway (anglais : Chiniguchi Waterway Provincial Park) est un parc provincial de l'Ontario (Canada) situé dans le district de Sudbury. Le parc a une superficie de 93,68 km2 et il a été créé en 2006.  Il est géré par Parcs Ontario.